# 紐約市公共運輸局
紐約市公共運輸局（英語：New York City Transit Authority），縮寫NYCTA，是美國紐約州設立的紐約大都會運輸署轄下的機構，負責營運管理紐約市的地鐵及公共汽車服務，紐約市800萬人口中，有700萬使用紐約市公共運輸局的服務。

## 歷史
紐約市捷運局在1953年設立，管理營運原本由紐約市交通局營運的公共運輸設施及服務，以“公眾的方便及安全”為前提。公共運輸設施包括路面上的公共汽車路線，（1956年前包括電車）、IRT、BMT與IND地鐵，NYCTA的組成，主要是為把運輸服務收費與市政治分開。
1968年，NYCTA及其附屬機構成為大都會運輸局（MTA）的附屬機構。MTA是1965年紐約州立法而成的公共機構。

## 外部連結
- 大都會運輸局（页面存档备份，存于）
  - 紐約市運輸局 （页面存档备份，存于）